# Antsla (stad)
Antsla (Duits: Anzen) is een stad in de provincie Võrumaa in het zuidoosten van Estland. Het is de hoofdstad van de gemeente Antsla. De stad telt 1211 inwoners (2024).
Antsla heeft een station aan de spoorlijn Valga - Petsjory, die in 2001 voor reizigersverkeer werd gesloten. Wel wordt de lijn nog gebruikt voor goederenvervoer.

## Geschiedenis
Antsla begon als boerderij met de naam Hauka op het landgoed van Vana-Antsla. In 1889 werd op het terrein van de boerderij een station aan de spoorlijn van Valga naar Pskov gebouwd. Een herberg bij het station, de Siksälä kõrts, (in het Duits: Hauka krug) kwam al in 1887 gereed. Rond het station en de herberg ontstond al snel een nederzetting, die ook Hauka werd genoemd. Na 1920 raakte de naam Hauka in onbruik en werd de plaats steeds vaker Antsla genoemd, naar analogie van de plaatsen Vana-Antsla en Uue-Antsla in de buurt. In 1938 kreeg Antsla stadsrechten. Tussen 1950 en 1959 was de stad de hoofdplaats van het rayon (rajoon) Antsla.

## Geboren in Antsla
- Vilja Savisaar-Toomast (1962), politica
- Andrus Värnik (1977), speerwerper

## Foto's

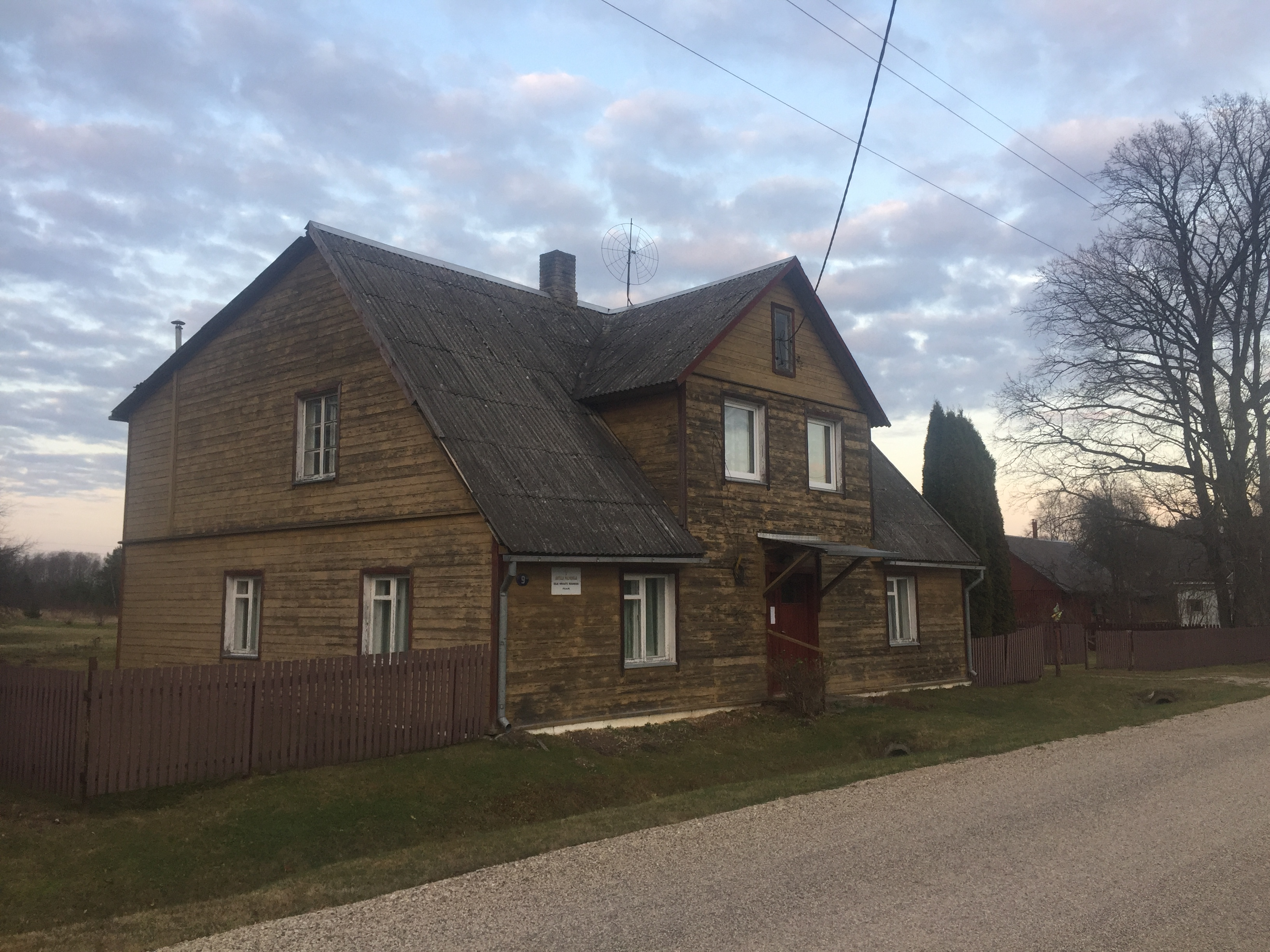
Vroegere kapel van de Evangelische Broedergemeente, nu een dependance van de (lutherse) kerk van Urvaste
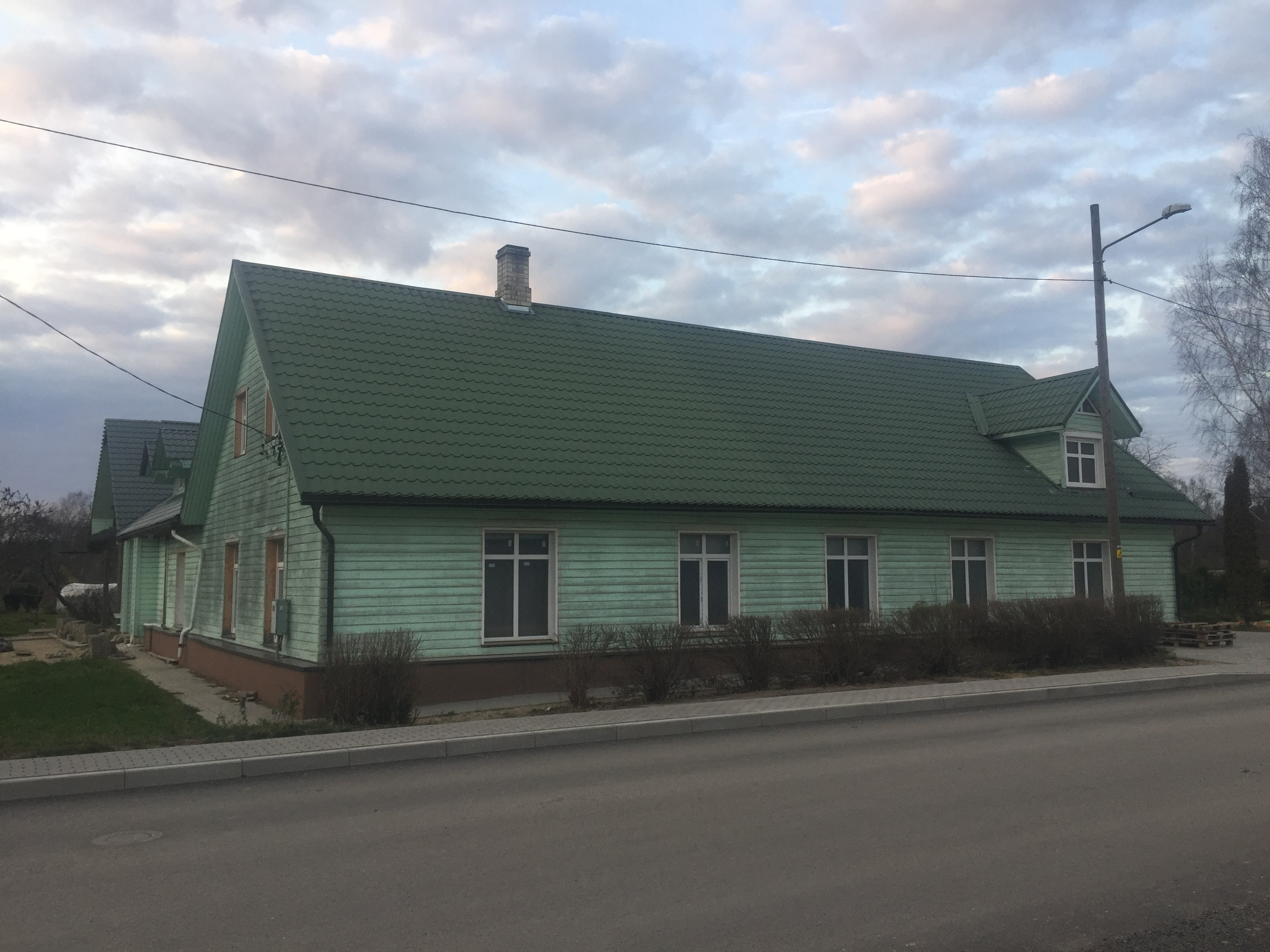
Baptistenkerk
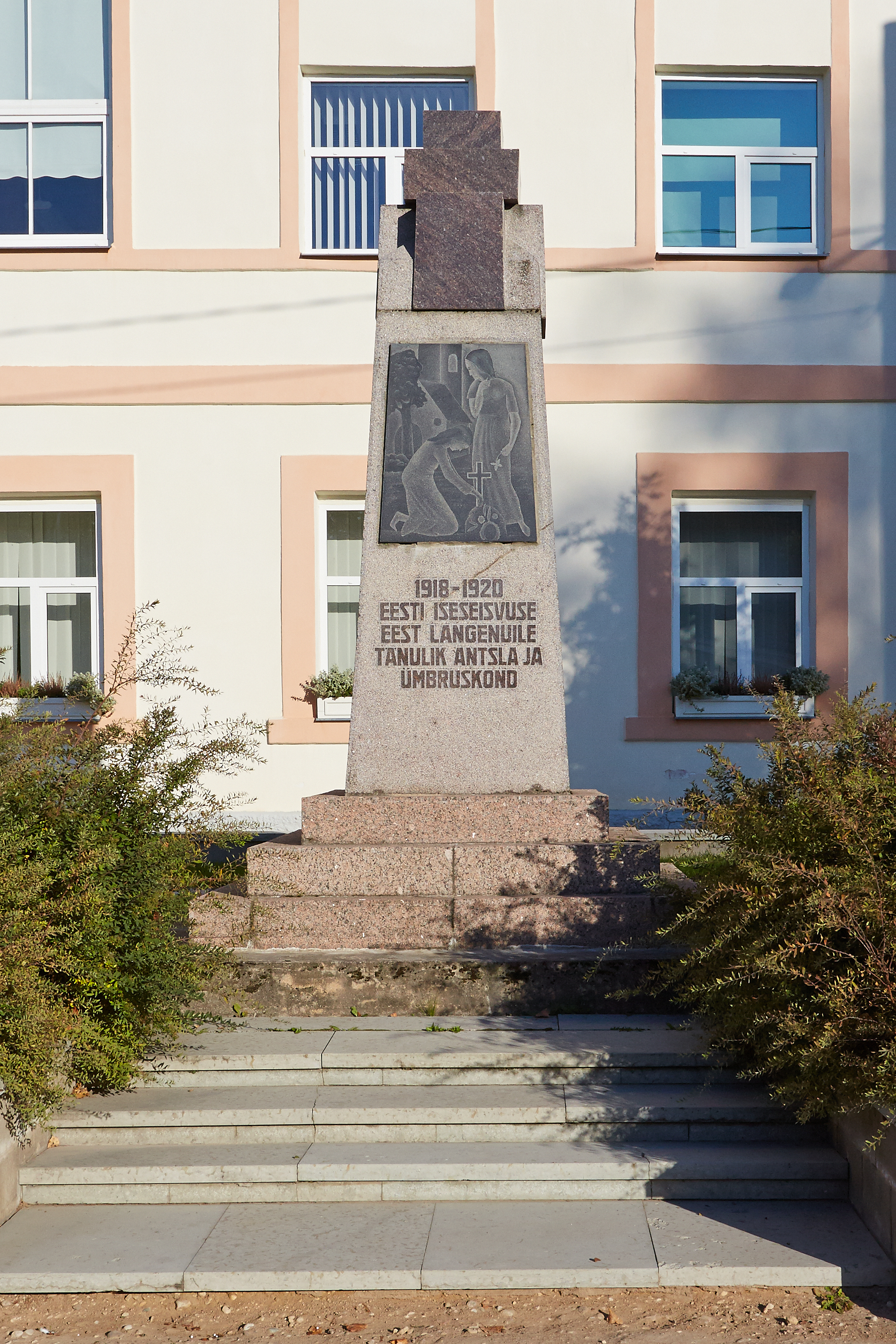
Monument voor de Estische Onafhankelijk-heidsoorlog
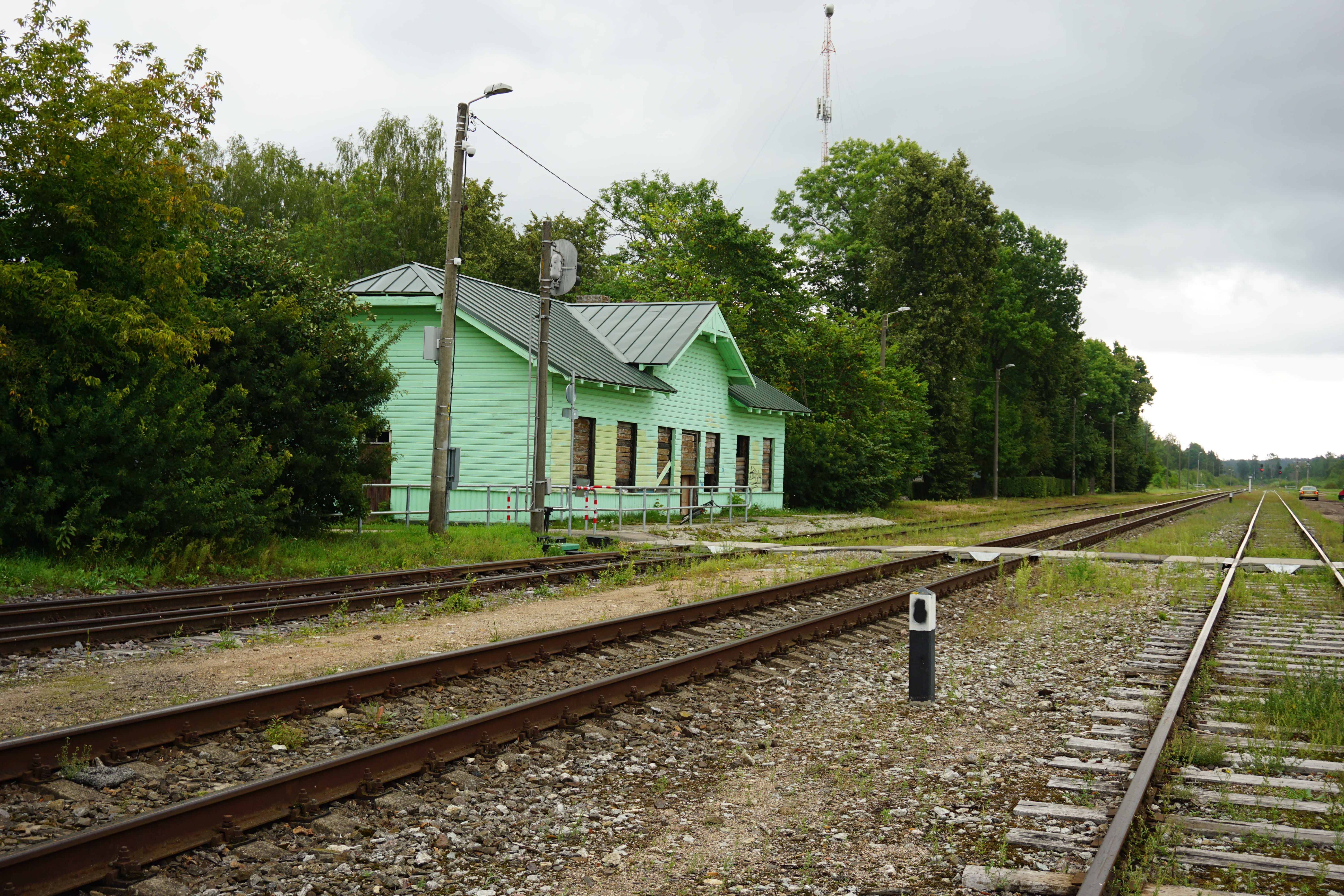
Stationsgebouw
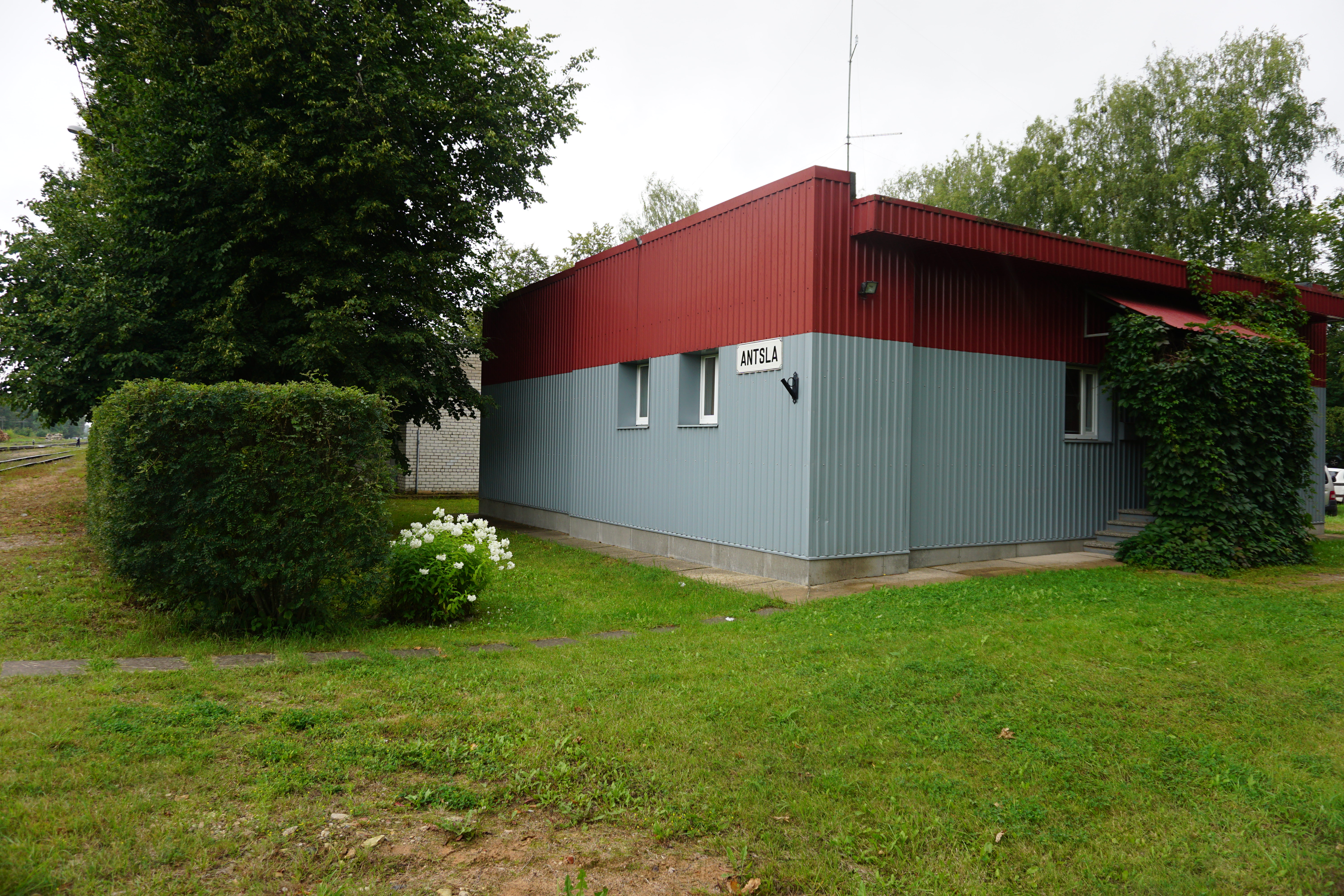
Gebouw voor de treindienstleiding bij het station